# De oficio
Se denomina actuación de oficio a un trámite o diligencia administrativa o judicial que se inicia sin necesidad de actividad de parte interesada, es decir, no es a instancia de parte. Entre otros:
- Cuando la policía conoce un hecho constitutivo de delito y decide iniciar una investigación criminal o cuando el juez o el ministerio público comienzan un proceso de instrucción, investigación o sumario, sin necesidad de denuncia o querella. Véase Derecho procesal penal.
- Cuando el juez ordena un trámite, propone una prueba o aplica un razonamiento jurídico que no ha sido solicitado, aportado o invocado por una de las partes. La posibilidad de actuación de oficio está regulada por ley, y es generalmente diversa entre el derecho penal y el derecho civil. Véase Principios formativos del proceso.

Estas actuaciones se caracterizan porque:
- Las realiza un organismo público.
- Las realiza, en el ámbito de sus competencias, sin que nadie haya solicitado previamente su actuación.
- En la mayoría de los casos son una potestad del organismo público. Es decir, no solo pueden hacerlo (un derecho), sino que están obligados a ello (un deber).